# Odin Viking
M/S Odin Viking är ett ankarhanteringsfartyg och en isbrytande bogserbåt, som är specialiserad på drift i polarvatten.
Hon byggdes 2003 på Havyard Leirvik AS i Leirvik i Norge och ägs (augusti 2018) av Viking Supply Ships AS, dotterföretag till Viking Supply Ships AB.